# Oana Zăvoranu
Oana Zăvoranu (n. 16 iunie 1973), pe numele adevărat Ioana Zăvoranu, este o actriță, cântăreață, moderatoare de televiziune și femeie de afaceri din România.

## Biografie
A urmat Colegiul Național I. L. Caragiale și a absolvit dreptul la Universitatea Titu Maiorescu din București. La sugestia unor prieteni, s-a prezentat la un casting ce avea drept scop găsirea unei prezentatoare pentru emisiunea Vară pentru 2, difuzată de postul de televiziune TVR 2. A câștigat competiția, începându-și cariera în anul 2000.
Artista a primit în anul 2002 primul său rol într-un serial de televiziune, sitcom-ul La bloc. Doi ani mai târziu, în 2004, Zăvoranu a apărut în filmul italian Modigliani, unde a interpretat rolul Eugeniei Modigliani. Pelicula a înregistrat un mare succes în țara sa de origine, având încasări de peste 1.000.000 de dolari americani doar în Italia. Odată cu semnarea unui contract cu trustul Media Pro, Oana Zăvoranu a fost distribuită în telenovelele Numai Iubirea și Păcatele Evei. În 2005, artista a devenit prezentatoarea emisiunii Corazon Latino, difuzată de postul Acasă TV.
În 2007, Zăvoranu a fost moderatoarea emisiunii Preludiul, difuzată de Romantica. La 28 iunie 2007, artista și-a lansat albumul de debut, intitulat Mai bună ca niciodată, alături de discurile single „Pusă pe Fapte” și „Cariño”. În 2009 artista a realizat emisiunea Pact cu diavolița, difuzată de postul Kanal D.

## Date biografice
Oana Zăvoranu este fiica Marianei și a lui Ioan Bănicioiu.
Mariana a divorțat și s-a recăsătorit apoi cu Nicolae Zăvoranu, care a  înfiat-o pe Oana Zăvoranu, deoarece Ioan Bănicioiu era în închisoare și era cel mai de cuviință să o dea pe Oana lui Zăvoranu.

## Cariera artistică

### 2000 — 2004: Debutul în televiziune și industria filmului
După ce a absolvit dreptul la Universitatea Titu Maiorescu din București, Zăvoranu a fost sfătuită de prieteni să înceapă o carieră în televiziune. Astfel, artista s-a prezentat la castingul ce avea drept scop găsirea unei moderatoare pentru emisiunea Vară pentru 2, ce urma a fi difuzată de postul de televiziune TVR 2. Zăvoranu a câștigat concursul, fiind desemnată noua prezentatoare a producției. Ulterior, artista a prezentat alte emisiuni la postul public de televiziune, TVR 1 și festivalul „Cerbul de aur” în anul 2004.
În anul 2002, artista și-a făcut debutul în serialul de televiziune/sitcom-ul La bloc, regizat de Răzvan Săvescu și Radu Dragomir. În 2004, artista a interpretat rolul Eugeniei Modigliani în producția italiană Modigliani. Filmul s-a bucurat de un mare succes în Italia, având încasări de peste un milion de dolari americani doar la nivel național. Modigliani a mai fost promovat și în Franța, Spania, Statele Unite ale Americii sau Taiwan, având încasări totale de aproximativ 1,5 milioane de dolari americani, într-un areal geografic relativ restrâns. Producția a debutat pe locul 47 în Statele Unite, datorită celor 32.360 de dolari. Din distribuție au făcut parte Andy Garcia, Elsa Zylberstein sau Eva Herzigova, pelicula fiind regizată de Mick Davis. Filmările s-au desfășurat pe teritoriul României.

### 2004 — 2005: Creșterea popularității și consolidarea carierei
În 2004, Zăvoranu a devenit una dintre actrițele prezente în prima telenovelă românească, Numai iubirea. Rolul interpretat de actriță, Andreea Damaschin, a fost obținut în urma participării sale la un casting. Personajul Andreea Damaschin reprezintă o femeie ambițioasă și lipsită de scrupule ce își doește o carieră muzicală de succes, motiv pentru care încearcă să aibă o relație cu arhitectul Dan Bratu (interpretat de Alexandru Papadopol). Într-un interviu acordat revistei Acasă Magazin, Zăvoranu a declarat următoarele: „Este o onoare pentru mine că am jucat în «Numai iubirea», așa consider eu, și cred că această telenovelă va rămâne tot timpul un punct de referință, va fi mereu prima telenovelă românească, indiferent de ce succes vor avea celealte producții, și stiu ca au și vor avea. [..] am întâlnit oameni care încă regretă că s-a terminat.”
Un an mai târziu, Zăvoranu a fost inclusă în distribuția telenovelei Păcatele Evei, interpretând rolul Evei Cernat, un redactor de la un ziar de scandal. La fel ca și personajul interpretat în Numai iubirea, cel din noua producție este unul negativ. Zăvoranu și-a exprimat opinia referitor la percepția publicului asupra sa într-un interviu, afirmând faptul că „sunt persoane care o vor percepe negativ, dar sunt și altele, multe la număr, care fac diferența între ea și rolul interpretat”. Actrița s-a declarat încântată de prestația sa, deoarece aceasta reprezintă „o evoluție în ceea ce privește jocul său actoricesc”. Telenovela vorbește despre o lume reală ce pune în discuție teme importante, cum ar fi drogurile sau proxenetismul.
Tot în cadrul trustului Media Pro, Zăvoranu a fost moderatoarea emisiunii de divertisment Corazon Latino. Artista a fost gazda emisiunii ce a început a fi difuzată începând cu data de 19 noiembrie 2006. Ulterior, artista și-a încheiat contractul cu trustul Media Pro, fiind hotărâtă să acorde mai multă atenție primului său material discografic de studio.

### 2006 — 2008: Materialul «Mai Bună ca Niciodată» și telenovela autobiografică
La începutul anului 2007, artista a anunțat detalii despre primul său disc single și videoclip, „Pusă pe Fapte”. Conform anumitor surse, filmarea acestuia a fost amânată succesiv, datorită faptului că nu a fost găsit un scenariu mulțumitor pentru a fi produs. Materialul a fost regizat de Marian Crișan, având un buget de peste 15.000 de euro. Ulterior, Zăvoranu s-a declarat nemulțumită de atitudinea regizorului din ziua filmărilor, acesta nefiind de acord cu prezența presei pe platourile de filmare și de faptul că acesta nu i-a inclus animalul de companie, Marty, în videoclip. Nemulțumită de rezultatul final al materialului, cântăreața a început să promoveze o altă piesă de pe primul său album de studio, „Cariño”. Videoclipul acestui cântec a fost regizat de Petre Năstase, având un buget mai scăzut decât precedentul. Cu toate acestea, actrița s-a declarat mulțumită de rezultat, premiera având loc la emisiunea de televiziune TeoViziunea. Discul reprezintă o colaborare cu interpretul Adi Korekt. În ciuda campaniei de promovare de care a beneficiat, „Cariño” s-a clasat doar pe locul 99 în Romanian Top 100, în august 2007.
La doar o lună de la începutul promovării discului single „Cariño”, Zăvoranu și-a lansat materialul discografic de debut pe data de 28 iunie 2007. Albumul, intitulat Mai Bună ca Niciodată, a fost comercializat prin intermediul casei de discuri Roton și include zece cântece, compuse de Marius Moga, Adi Korect și Silviu Paduraru. Conform artistei, materialul „s-a vândut peste așteptări”, deși nu au fost oferite date concrete.
Începând cu mutarea la trustul Realitatea-Cațavencu, artista a devenit realizatoare emisiunii Preludiul. În prima seară de emisie, postul a fost urmărit cel puțin un minut de 200.000 de telespectatori. Zăvoranu a declarat că va realiza un serial autobiografic, intitulat Răzbunarea Oanei. Premisa acestei telenovele o constituie asasinarea soțului ei, interpretul de muzică latino Pepe și pedeapsa cu închisoarea. Serialul se dorea realizat pentru postul de deleviziune Romantica, însă producția nu a fost demarată imediat ce actrița a semnat contractul cu trustul Media. Ulterior, Zăvoranu a susținut faptul că va realiza serialul din propriile sale venituri. Interpreta s-a arătat deranjată de acest lucru, acuzându-l pe Valeriu Lazarov de faptul că nu a manifestat interes pentru producție, afirmând: „Dacă ne-am fi apucat de treabă în momentul în care am bătut palma, iar el [Valeriu Lazarov] a încasat cei 300.000 de euro de la Romantica, acum probabil că serialul ar fi rulat fără probleme. Tărăgănarea lucrurilor, însa, a schimbat clar situația. Bugetul postului a început să scadă și pentru că, la șase luni de la demararea proiectului, ne aflam exact în aceeași fază ca la început, astfel că ne-am văzut nevoiți să renunțăm.”

### 2009: O nouă emisiune,„Pact cu diavolița”
Începând cu anul 2009, Zăvoranu a semnat un contract cu postul de televiziune Kanal D. Ulterior, artista a devenit moderatoarea emisiunii de televiziune Pact cu diavolița, transmisă în fiecare sâmbătă. Difuzarea a început la 9 mai 2009, actrița declarând următoarele: „Sunt încântată de această emisiune, care e cu adevărat atipică. Cred că oamenii se vor distra privind acest show, fiindcă subiectele sunt tratate de așa natură, încât să aducă noutăți în lumea showbiz-ului, însă cu un iz ștrengăresc”.
La data de 10 decembrie 2012 a ajuns de urgență la spital ca urmare, se pare, a faptului că a luat un pumn de medicamente, unde i s-a indus coma.

### 2019: Sacrificiul
La data de 11 septembrie 2019, a revenit în televiziune, ca actriță, în serialul produs de Ruxandra Ion, pentru Antena 1. În acest serial având un rol principal negativ (Diva).

## Activitatea politică
Oana Zăvoranu, precum și mama ei, Mărioara, au fost membre PRM.

## Imaginea și viața personală
A fost căsătorită cu cântărețul Pepe, dar a divorțat.
Mama Oanei Zăvoranu, Mărioara Zăvoranu, a decedat în dimineața zilei de 17 aprilie 2015, după ce în seara precedentă intrase în comă. Oana și cu mama ei s-au certat pe presupusa avere de 60 milioane de euro a Mărioarei Zăvoranu, devenind un subiect mediatizat pe posturile de televiziune din România.
În prezent Oana Zăvoranu este căsătorită cu Alex Ashraf după o relație de lungă durată.

## Controverse
În mai 2014, Oana Zăvoranu a fost audiată la Poliția Sectorului 3 pentru că ar fi luat 10.000 de euro de la un medic estetician pe care l-ar fi șantajat, fiind prinsă în flagrant.

## Filmografie
- 2002: La bloc (serial de televiziune/sitcom) - Oana Ioana (ep 50)
- 2004: Modigliani (film)
- 2004: Numai iubirea (telenovelă) - Andreea Damaschin
- 2005: Păcatele Evei (telenovelă) - Eva
- 2019: Sacrificiul (telenovelă) - Diva

## Emisiuni moderate
- 2000: Vară pentru 2
- 2006: Corazon Latino
- 2007: Preludiul
- 2009: Pact cu diavolița
- 2009: Oana Zavoranu Show
- 2009: Judecata de apoi.

## Discografie
| An   | Titlu                                                                                                   | Discuri single               |
| ---- | --- | ---------------------------- |
| 2007 | Mai Bună ca Niciodată - Primul album de studio - Lansat pe data de 28 iunie 2007 - Format: Compact disc | - „Pusă pe Fapte” - „Cariño” |